# جسر البربير
جسر البربير، هو جسر أقامته الدولة اللبنانية لتخفيف زحمة المركبات في بيروت وخاصة في ساحة البربير.

## مواصفاته
هو جسر حديدي، يبلغ طوله 255 مترا وعرضه 13 مترا.

## إنشاؤه
أنشئ جسر البربير في السبعينات من القرن الماضي ليحل مؤقتاً مشكلة العبور في ساحة البربير في بيروت، ثم خضع لعملية صيانة انتهت في 20 شباط 1985 وتم تدشينه رسميا.

## إزالته
أزالته الدولة اللبنانية، في العام 2010، نظرا للضرر البالغ الذي اصابه، وكذلك لكلفة صيانته العالية. ومن المقرر إقامة نفق عوضا عنه يؤدي نفس الغرض والوظيفة.